# 肯考迪亚

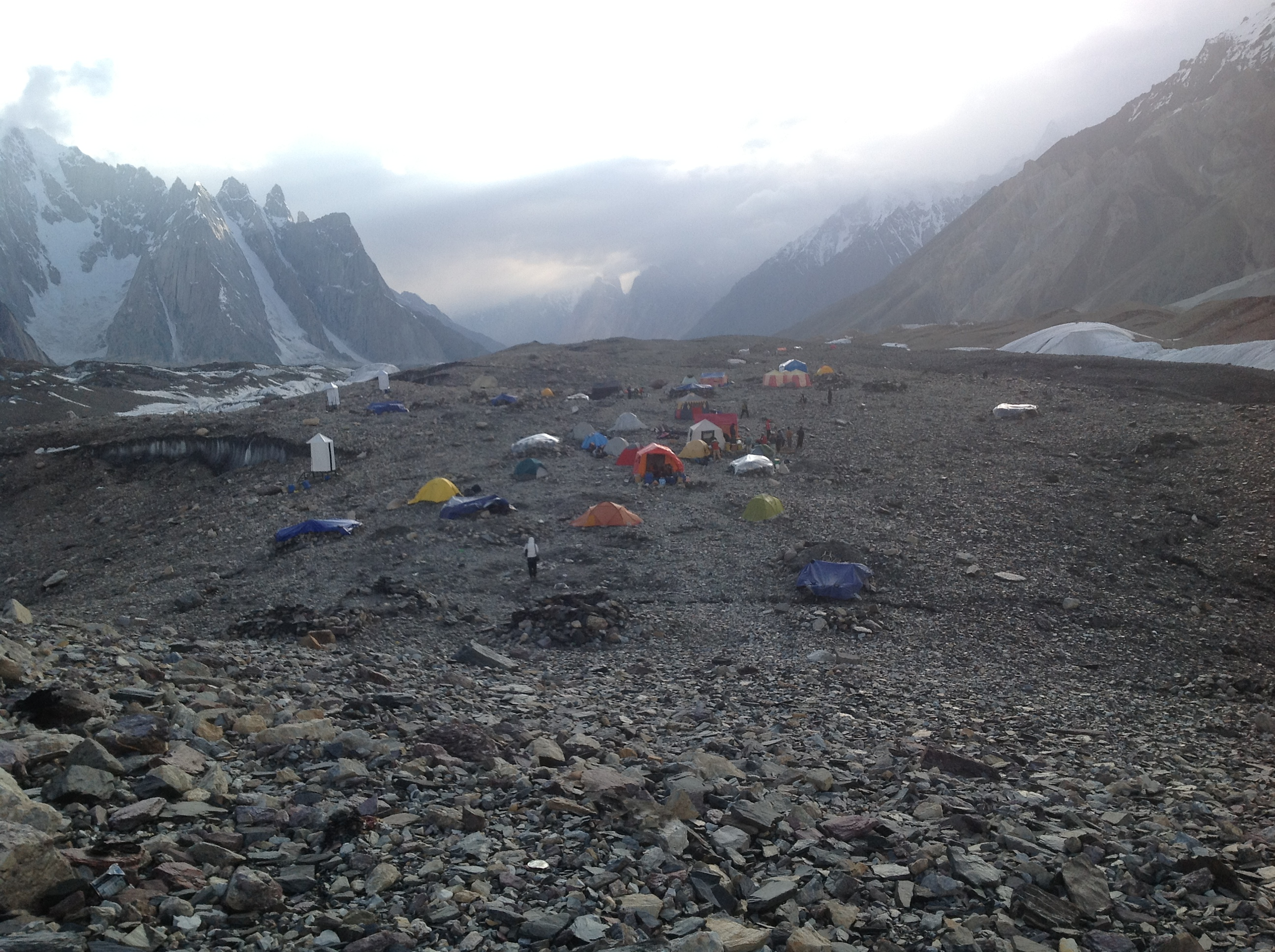
肯考迪亚

肯考迪亚地区位于巴控克什米尔，地处喀喇昆仑山脉的中心，是Baltoro冰川和Godwin-Austen冰川的交汇处。因欧洲探险家认为此地与阿尔卑斯山的一处同名冰川汇合处极为相似而得名。肯考迪亚地区群峰簇拥，世界上十四座八千米以上山峰之中有四座位于此地区。
肯考迪亚地区向登山爱好者提供了良好的宿营地和壮丽的自然景观，徒步登山者可以从这里出发，轻松地到达K2（3小时）、布洛阿特峰（2小时）、加舒尔布鲁木I峰和II峰（3小时）。

## 附近主要山峰列表
- 乔戈里峰（K2），世界第二高峰，海拔8,611米。
- 加舒尔布鲁木I峰，世界第十一高峰，海拔8,080米。
- 布洛阿特峰, 世界第十二高峰，海拔8,047米。
- 加舒尔布鲁木II峰，世界第十三高峰，海拔8,035米。
- 加舒尔布鲁木III峰，世界第十五高峰，海拔7,952米。
- 加舒尔布鲁木IV峰，世界第十七高峰，海拔7,925米。
- 玛夏布洛姆峰（K1），世界第二十二高峰，海拔7,821米。
- 乔戈里萨峰，世界第三十六高峰，海拔7,665米。

## 圖片集錦

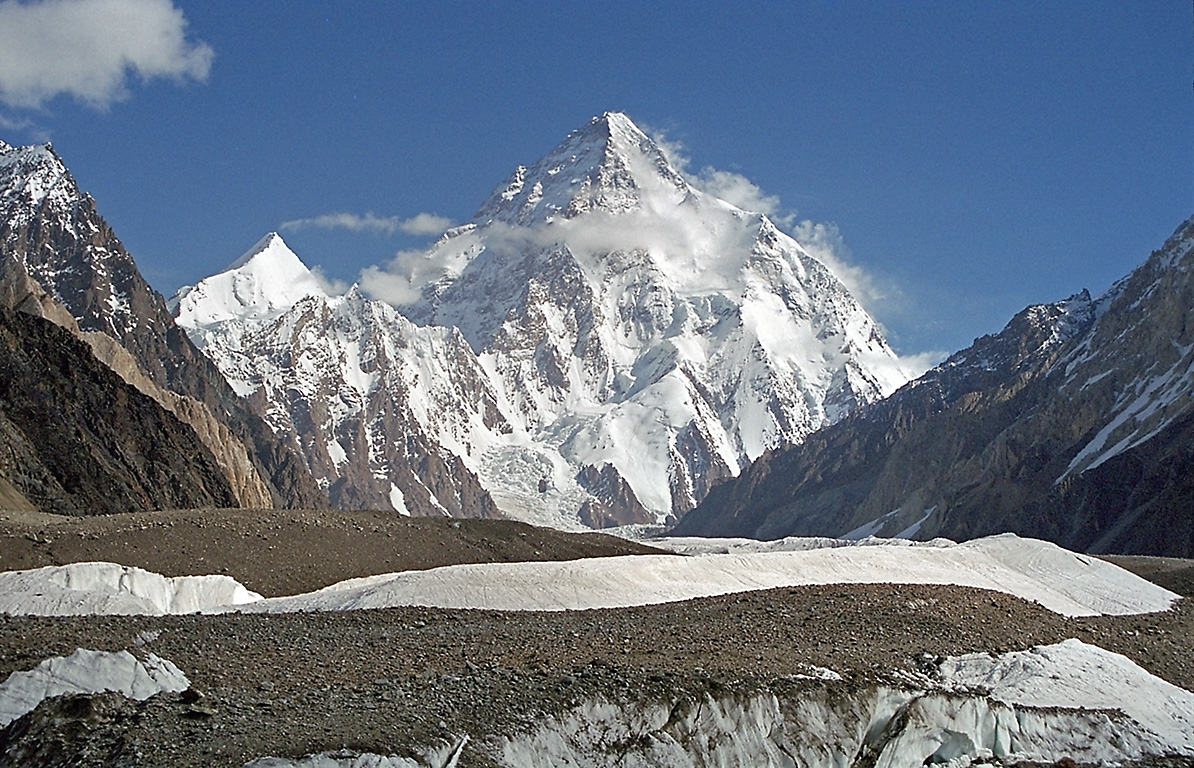
K2
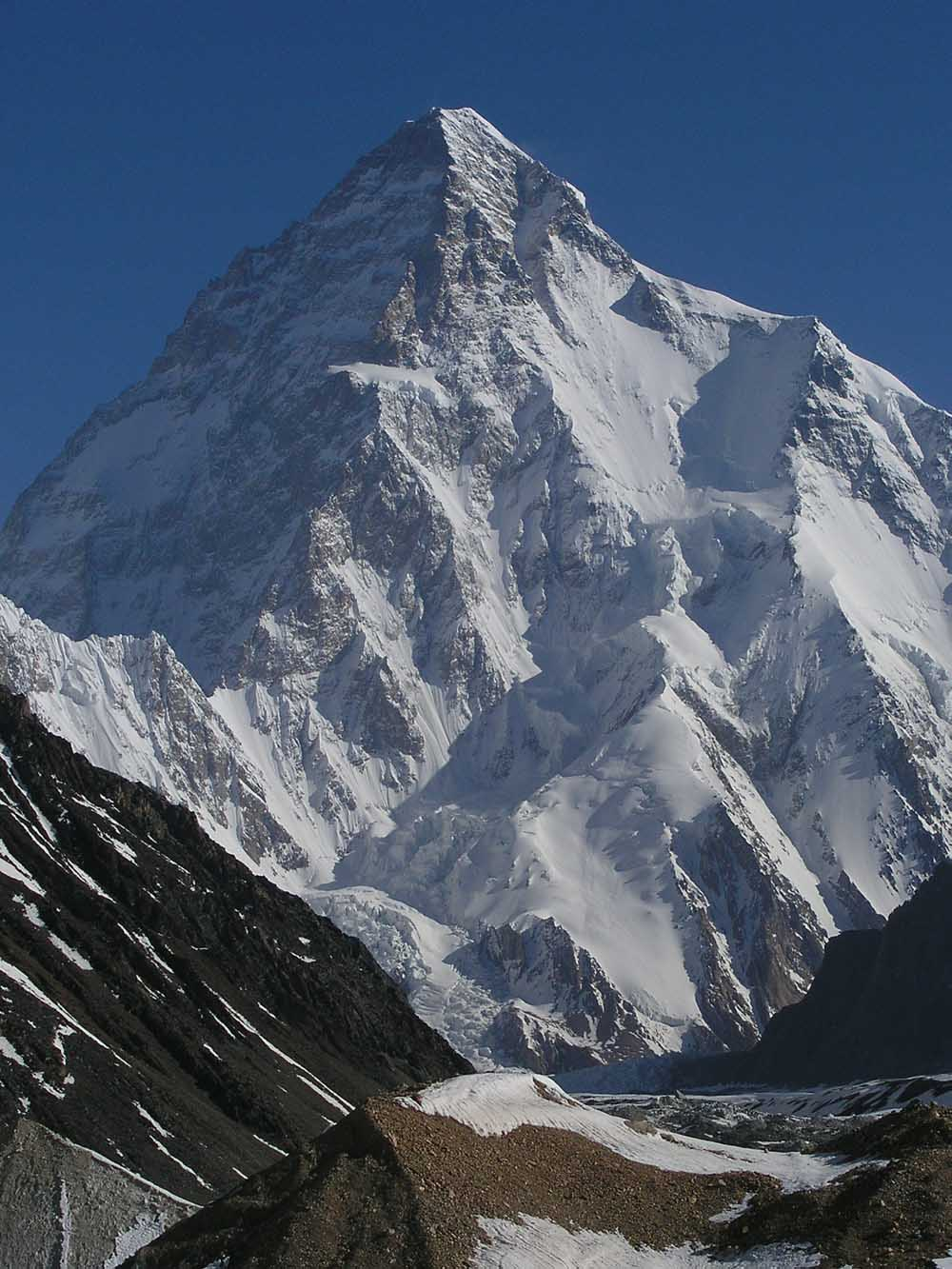
K2  （8,611米）
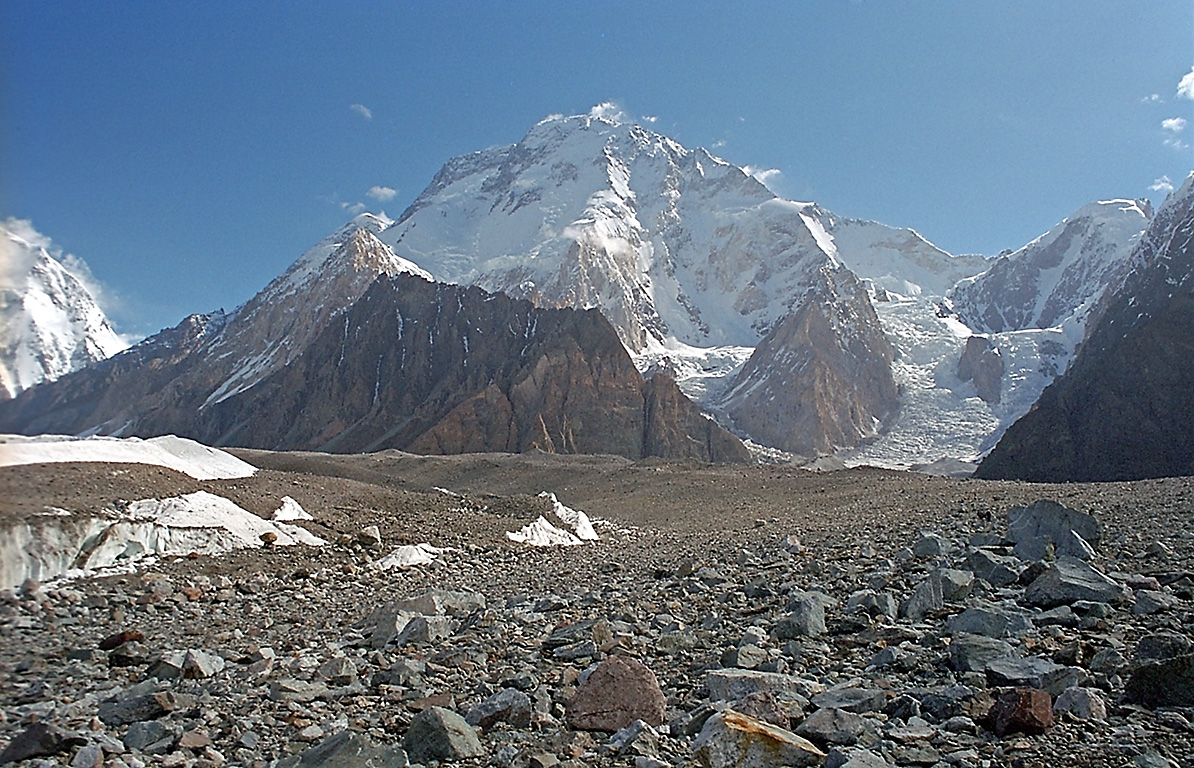
布洛阿特峰 （8,047）
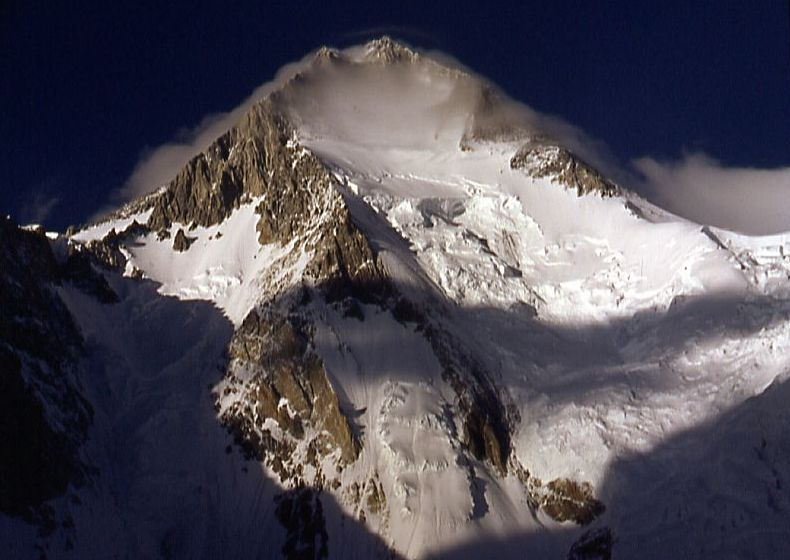
加舒尔布鲁木I峰 （8,080）
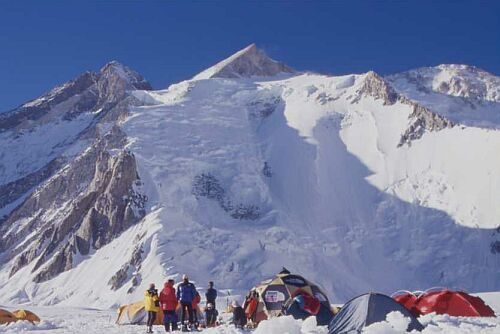
加舒尔布鲁木II峰 （8,035米）
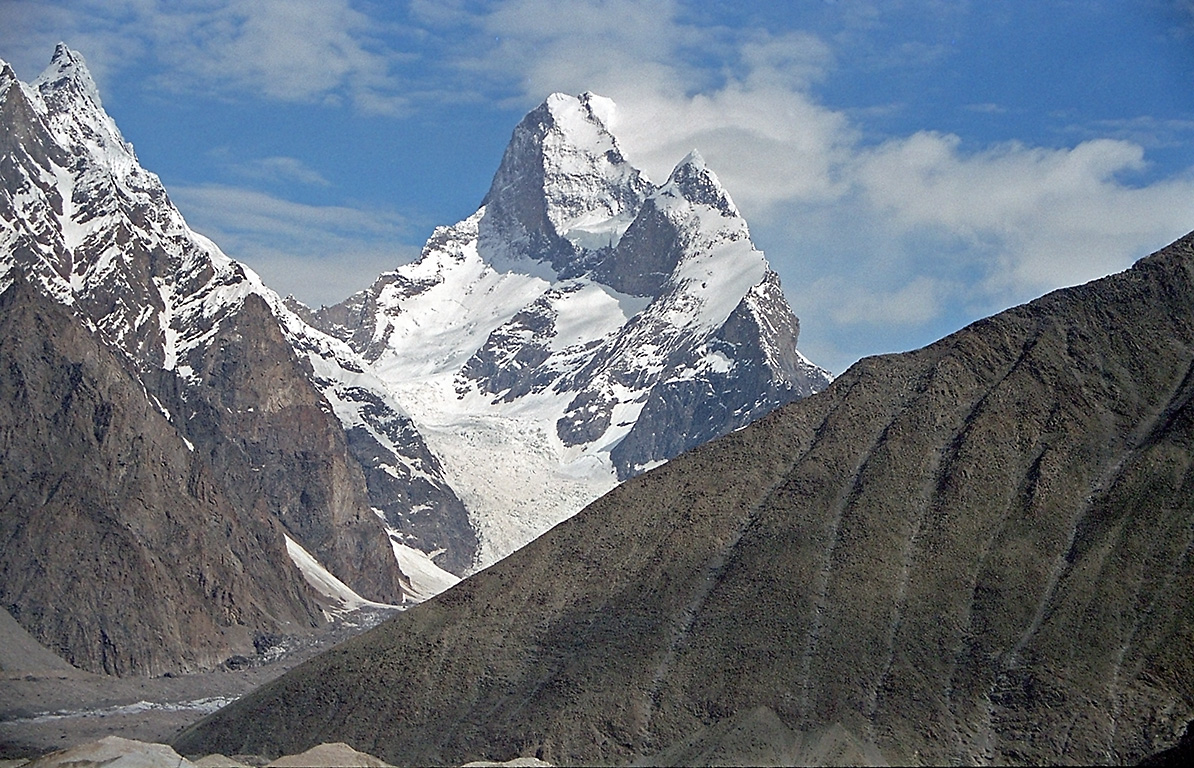
慕士塔格峰 （7,273米）

35°44′N 76°31′E / 35.733°N 76.517°E